# Lady Alpine Blue
«Lady Alpine Blue» (англ. Леди Синих Альп, оригинальное название — Обещания) — песня группы «Мумий Тролль», записанная в 2001 году после окончания «Ртуть Алоэ Тура» в поддержку третьего студийного альбома группы Точно Ртуть Алоэ. Выпущена как сингл группы 12 мая 2001 года. Музыку и слова написал Илья Лагутенко.

## История песни
5 февраля 2000 года группа выпустила альбом Точно Ртуть Алоэ и устроила «Ртуть Алоэ Тур» в его поддержку. В первой половине февраля 2001 года группа гастролировала по Дальнему Востоку, во второй же половине февраля Мумий Тролль отправился на студию CAN Studio в Германии. Там группа записала первую песню для следующего, четвёртого, студийного альбома Меамуры — «Обещания» и её англоязычный аналог — «Lady Alpine Blue». Русскоязычный вариант поклонники группы могли услышать в эфире радио Максимум и на некоторых последних концертах группы.
В марте того же года в Москве прошли съемки клипа на песню «Lady Alpine Blue», режиссёром которого стал Андрей Кузнецов. Премьера клипа состоялась на канале ОРТ 13 апреля.

### Выступление на Евровидении
7 марта 2001 года прошёл отбор на конкурс песни «Евровидение». Соперниками Мумий Тролля были Витас, «Чугунный скороход», «Гости из будущего», «Plazma» и другие менее известные исполнители. Но «Гости из будущего» и «Plazma» заявили, что не подавали официальной заявки на участие.
Отбор проходил на канале ОРТ и был закрытым. Группа была выбрана на конкурс авторитетным жюри.

Песня Lady Аlpine Blue, которую мы представим на Евровидении, была записана буквально несколько недель назад. Исторически сложилось так, что запись этой песни совпала с отбором материалов российских исполнителей для выступления на Конкурсе песен в Копенгагене… Вы можете рассматривать значение этой песни в любом Вам приятном контексте, но нам хотелось сделать подарок той самой единственной девушке… Музыка и слова — мои. Песня была записана для нового альбома группы «Мумий Тролль», и мы не думали, что выбор высочайшего жюри ОРТ падет именно на эту композицию. У нас было записано несколько вариантов этой песни — и на русском языке, и на английском. Английский и русский варианты — это два совершенно различных текста на одну и ту же тему. Это нельзя назвать прямым переводом ни с русского на английский, ни наоборот. Это то, что подсказало сердце.
Признаться честно, мне не доводилось следить за Евровидением, хотя я слышал о выступлении и Алсу, и Селин Дион, в связи с чем их музыкальная карьера получила дальнейшее развитие. Ребята из группы Brain Storm, занявшие в прошлом году третье место, — наши хорошие друзья, я знал их ещё под именем Prāta Vētra, так звучит название на их родном, латвийском, языке. Нам доводилось много выступать вместе, когда мы гастролировали по Латвии, и я рад за ребят, за то, что им удалось получить признание благодаря Евровидению не только в своей стране, но и за её пределами.

Что касается европейских стран, в том числе России, я думаю, что общественное мнение рассматривает Евровидение как какое-то торжественное событие. Я думаю, что это одно из мероприятий, которое действительно находит большую аудиторию. С другой стороны, мы, как представители Российской Федерации, которая никак не участвует в международном музыкальном рынке, похожи на «Алё, мы ищем таланты». Но теперь у нас есть не только обычный телефон, а ещё и мобильный, и электронная почта, так что это наш «Аллоу, попс, мы ищем таланты».— Илья Лагутенко о песне
12 мая в Копенгагене (Дания) состоялся финал конкурса. Группа «Мумий Тролль» выступала под номером 6 и, набрав 37 баллов, заняла 12-е место. Тем самым она обеспечила путёвку России на Евровидение-2002 (по принятому тогда правилу, страны, занявшие первые 15 мест, автоматически допускались к участию в следующем конкурсе Евровидение). Кроме того, в результате своего участия в конкурсе группа получила несколько выгодных предложений о сотрудничестве от различных западных компаний и приобрела огромное количество новых поклонников из всех европейских стран.
За песню были даны баллы: Литва — 10, Латвия — 8, Исландия и Греция — по 5, Эстония — 4, Израиль — 3, Мальта — 2. На тот момент лучше Мумий Тролля выступали только певицы Юдифь (1994) и Алсу (2000).

## Список композиций промосингла
1. Lady Alpine Blue (Evrovision edit) — 2:42
2. Lady Alpine Blue (Original version) — 3:02
3. Lady Alpine Blue (Dj Ram Die & Fly mix) — 4:02